# Bonaventura Cerretti
Bonaventura Cerretti (17 de junho de 1872 - 8 de maio de 1933) foi um cardeal italiano da Igreja Católica Romana. Ele serviu como Prefeito do Supremo Tribunal da Assinatura Apostólica de 1931 até sua morte, e foi elevado ao cardinalato em 1925.

## Biografia
Bonaventura Cerretti nasceu em Orvieto e educado no seminário de Spoleto e, mais tarde, na Pontifícia Universidade Gregoriana , em Roma , bem como a Universidade Real , Roma.
De 1895, ano de sua ordenação, até 1899, ele fez trabalho pastoral na diocese de Orvieto. Ele foi então convidado a se tornar membro da Secretaria de Estado do Vaticano, onde trabalhou de 1899 até 1904. Ele foi criado como secretário particular de Sua Santidade em 13 de janeiro de 1904. Ele então serviu como secretário do delegado apostólico no México de 1904 a 1906. depois como auditor na delegação apostólica nos Estados Unidos de 1906 a 1914.
Ele foi nomeado como Arcebispo titular de Philippopolis na Trácia em 15 de Abril 1914 pelo Papa Pio X. Ele foi transferido para a sede titular de Corinto em 10 de maio de 1914. Ele foi consagrado como bispo em 19 de julho de 1914 pelo cardeal Rafael Merry del Val , cardeal secretário de Estado. Ele foi apontado como o primeiro delegado apostólico na Austrália e Nova Zelândia em 1914. Ele representou a Santa Sé e assim tentou fazer com que as Grandes Potências aceitassem a Nota de Paz do Papa Bento XV na Conferência de Paz de Paris em Paris.de maio a junho de 1919. Ele foi nomeado para servir como núncio na França em 1921.
Em 1925 foi criado Cardeal-Sacerdote de Santa Cecília em Trastevere pelo Papa Pio XI no consistório de 14 de dezembro de 1925. Em 1928 ele revisitou a Austrália como legado papal para o 29º Congresso Eucarístico Internacional em Sydney; como parte desta visita, ele colocou a pedra fundamental para a Holy Name Cathedral, Brisbane (que nunca foi concluída).
Em 1926 ele negociou com Aristide Briand um acordo dando ao interior francês e aos ministros das Relações Exteriores um papel na nomeação de bispos diocesanos franceses (isto é, fora da Alsácia-Mosela onde se aplica um regime especial).
Ele foi nomeado arcipreste da Basílica de Santa Maria Maior em 16 de julho de 1930. O Papa Pio indicou-o como Prefeito da Signatura Apostólica em 12 de outubro de 1931. Ele optou pela ordem dos cardeais bispos, assumindo a sede suburbicária de Velletri em 1933. Camerlengo do Sagrado Colégio dos Cardeais, 1933; ele morreu pouco depois.
Em 1930, em Roma, ele foi pintado por seu amigo Adolfo Müller-Ury (1862-1947), nascido na Suíça. Acredita-se que a foto esteja pendurada no Palazzo Municipale di Orvieto.
Cerretti morreu em Roma e foi enterrado na basílica de Santa Maria in Trastevere. A capela do Seminário de São Patrício, Manly em Sydney, na Austrália, leva o nome dele.